# Cool Spot
Cool Spot es un videojuego de plataformas de 1993 desarrollado por Virgin Games y publicado por Virgin Interactive para Mega Drive/Genesis y SNES/Super Famicom. El videojuego más tarde fue llevado a otros sistemas en 1994, como a Sega Master System/Mark III, Sega Game Gear, Game Boy, Commodore Amiga y DOS. El personaje principal es Cool Spot, una mascota para la marca de gaseosa 7 Up, excepto en la versión europea que la botella de 7 Up fue reemplazado por una genérica de color similar.

## Jugabilidad
El título es un juego de plataformas para un solo jugador en el que el jugador controla a Cool Spot. Cool Spot puede saltar y atacar tirando burbujas de refresco en cualquier dirección. Cool Spot también puede aferrarse y trepar varias cosas saltando delante de ellas. En cada nivel, el jugador debe rescatar de sus jaulas a otros lugares interesantes, que se ven exactamente iguales. Para hacerlo, se requiere que el jugador recoja una cierta cantidad de "puntos" que cambian (generalmente aumentando) a medida que avanza el juego. Los "puntos" se colocan alrededor del nivel en grandes cantidades. La salud del jugador es monitoreada por una cara humorística de Cool Spot que gradualmente se inclina hacia adelante y finalmente cae desde su posición a medida que ocurre el daño. El daño se produce al tocar a los enemigos y sus proyectiles y ciertos otros obstáculos. También hay un límite de tiempo para cada nivel. El juego no tiene contraseñas, pero incluye puntos de control en forma de astas de bandera.
Si el jugador recopila con éxito suficientes puntos para entrar en la fase de bonificación luego de derrotar un nivel, es posible recolectar Continues agarrando una carta escondida dentro del escenario. Dependiendo de la versión del juego, todas las letras deletrean "UNCOLA" (el eslogan de 7 Up) o "VIRGIN" (el desarrollador del juego). Si se recoge una carta Continuar, Spot podrá reiniciarse en el nivel en el que estaba cuando perdió su última vida, aunque se restablecerán sus puntos totales.

### Diferencias regionales
En la versión europea, la botella de 7 Up se eliminó de la introducción y se reemplazó por una botella de gaseosa genérica de color similar con un mensaje de S.O.S. adentro. La decisión fue tomada para evitar asociar el 7 Up Spot con la marca 7 Up, en una región donde Fido Dido ha sido considerado la mascota oficial de la marca desde la década de 1980.[cita requerida]

## Secuela
Mientras que Cool Spot era un juego de plataformas de desplazamiento lateral, su secuela, Spot Goes To Hollywood, tenía una orientación más 3D y presentaba jugabilidad dentro de varias películas. A pesar de excelentes efectos visuales, su perspectiva isométrica y controles inusuales lo convirtieron en un juego extremadamente difícil. Este juego, publicado una vez más por Virgin Interactive, fue desarrollado por Eurocom. Fue lanzado para Mega Drive en 1995, Sega Saturn en 1996, y Sony PlayStation en 1997, con las versiones de 32 bits con gráficos renovados y niveles diferentes a los de la versión Mega Drive, y siendo desarrollados por Burst Studios en lugar de Eurocom.